# Världsmästerskapen i freestyle och snowboard 2023
Världsmästerskapen i freestyle och snowboard 2023 hölls i Bakuriani i Georgien mellan den 19 februari och 4 mars 2023.

## Freestyle

### Herrar
| Gren                | Guld                     | Guld                     | Silver                     | Silver                     | Brons                   | Brons                  |
| Skicross            | Simone Deromedis Italien | Simone Deromedis Italien | Florian Wilmsmann Tyskland | Florian Wilmsmann Tyskland | Erik Mobärg Sverige     | Erik Mobärg Sverige    |
| Parallellpuckelpist | Mikaël Kingsbury Kanada  | Mikaël Kingsbury Kanada  | Walter Wallberg Sverige    | Walter Wallberg Sverige    | Matt Graham Australien  | Matt Graham Australien |
| Hopp                | Noé Roth Schweiz         | 118,59                   | Quinn Dehlinger USA        | 114,48                     | Yang Longxiao Kina      | 110,18                 |
| Puckelpist          | Mikaël Kingsbury Kanada  | 89,82                    | Matt Graham Australien     | 88,90                      | Walter Wallberg Sverige | 88,52                  |
| Slopestyle          | Birk Ruud Norge          | 90,75                    | Christian Nummedal Norge   | 87,08                      | Andri Ragettli Schweiz  | 84,33                  |
| Halfpipe            | Brendan Mackay Kanada    | 97,25                    | Jon Sallinen Finland       | 95,75                      | Alex Ferreira USA       | 93,00                  |
| Big air             | Troy Podmilsak USA       | 187,75                   | Lukas Müllauer Österrike   | 184,50                     | Birk Ruud Norge         | 183,50                 |

### Damer
| Gren                | Guld                      | Guld                      | Silver                    | Silver                 | Brons                      | Brons                    |
| Skicross            | Sandra Näslund Sverige    | Sandra Näslund Sverige    | Katrin Ofner Österrike    | Katrin Ofner Österrike | Fanny Smith Schweiz        | Fanny Smith Schweiz      |
| Parallellpuckelpist | Perrine Laffont Frankrike | Perrine Laffont Frankrike | Jaelin Kauf USA           | Jaelin Kauf USA        | Avital Carroll Österrike   | Avital Carroll Österrike |
| Hopp                | Kong Fanyu Kina           | 85,30                     | Danielle Scott Australien | 83,84                  | Anastasija Novosad Ukraina | 82,84                    |
| Puckelpist          | Perrine Laffont Frankrike | 87,40                     | Jaelin Kauf USA           | 83,56                  | Avital Carroll Österrike   | 80,19                    |
| Slopestyle          | Mathilde Gremaud Schweiz  | 87,95                     | Megan Oldham Kanada       | 87,75                  | Johanne Killi Norge        | 84,71                    |
| Halfpipe            | Hanna Faulhaber USA       | 95,75                     | Zoe Atkin Storbritannien  | 94,50                  | Rachael Karker Kanada      | 92,25                    |
| Big air             | Tess Ledeux Frankrike     | 186,75                    | Sandra Eie Norge          | 175,00                 | Megan Oldham Kanada        | 174,00                   |

### Mix
| Gren          | Guld                                                   | Guld                                | Silver                                  | Silver                                | Brons                                                          | Brons                                |
| Hopp, lag     | USA Ashley Caldwell Christopher Lillis Quinn Dehlinger | 331,37                              | Kina Kong Fanyu Li Tianma Yang Longxiao | 320,71                                | Ukraina Anastasija Novosad Oleksandr Okipnjuk Dmytro Kotovskyj | 255,56                               |
| Skicross, lag | Sverige David Mobärg Sandra Näslund                    | Sverige David Mobärg Sandra Näslund | Kanada Reece Howden Marielle Thompson   | Kanada Reece Howden Marielle Thompson | Italien Federico Tomasoni Jole Galli                           | Italien Federico Tomasoni Jole Galli |

## Snowboard

### Herrar
| Gren                | Guld                         | Guld                         | Silver                      | Silver                 | Brons                     | Brons                     |
| Parallellstorslalom | Oskar Kwiatkowski Polen      | Oskar Kwiatkowski Polen      | Dario Caviezel Schweiz      | Dario Caviezel Schweiz | Alexander Payer Österrike | Alexander Payer Österrike |
| Parallellslalom     | Andreas Prommegger Österrike | Andreas Prommegger Österrike | Arvid Auner Österrike       | Arvid Auner Österrike  | Arnaud Gaudet Kanada      | Arnaud Gaudet Kanada      |
| Snowboardcross      | Jakob Dusek Österrike        | Jakob Dusek Österrike        | Martin Nörl Tyskland        | Martin Nörl Tyskland   | Omar Visintin Italien     | Omar Visintin Italien     |
| Slopestyle          | Marcus Kleveland Norge       | 87,23                        | Ryoma Kimata Japan          | 83,45                  | Chris Corning USA         | 82,18                     |
| Halfpipe            | Lee Chae-un Sydkorea         | 93,50                        | Valentino Guseli Australien | 93,00                  | Jan Scherrer Schweiz      | 89,25                     |
| Big air             | Taiga Hasegawa Japan         | 177,25                       | Mons Røisland Norge         | 157,25                 | Nicolas Huber Schweiz     | 150,50                    |

### Damer
| Gren                | Guld                       | Guld                     | Silver                           | Silver                   | Brons                       | Brons                       |
| Parallellstorslalom | Tsubaki Miki Japan         | Tsubaki Miki Japan       | Daniela Ulbing Österrike         | Daniela Ulbing Österrike | Aleksandra Król Polen       | Aleksandra Król Polen       |
| Parallellslalom     | Julie Zogg Schweiz         | Julie Zogg Schweiz       | Ladina Jenny Schweiz             | Ladina Jenny Schweiz     | Sabine Schöffmann Österrike | Sabine Schöffmann Österrike |
| Snowboardcross      | Eva Adamczyková Tjeckien   | Eva Adamczyková Tjeckien | Josie Baff Australien            | Josie Baff Australien    | Lindsey Jacobellis USA      | Lindsey Jacobellis USA      |
| Slopestyle          | Mia Brookes Storbritannien | 91,38                    | Zoi Sadowski-Synnott Nya Zeeland | 88,78                    | Miyabi Onitsuka Japan       | 83,05                       |
| Halfpipe            | Cai Xuetong Kina           | 90,50                    | Elizabeth Hosking Kanada         | 85,50                    | Mitsuki Ono Japan           | 83,00                       |
| Big air             | Anna Gasser Österrike      | 162,50                   | Miyabi Onitsuka Japan            | 161,25                   | Tess Coady Australien       | 153,25                      |

### Mix
| Gren                 | Guld                                            | Silver                                         | Brons                                   |
| Parallellslalom, lag | Italien Aaron March Nadya Ochner                | Österrike Andreas Prommegger Sabine Schöffmann | Schweiz Dario Caviezel Julie Zogg       |
| Snowboardcross, lag  | Storbritannien Huw Nightingale Charlotte Bankes | Österrike Jakob Dusek Pia Zerkhold             | Frankrike Merlin Surget Chloé Trespeuch |

## Medaljtabell
| Nr                   | Nation               | Guld | Silver | Brons | Totalt |
| -------------------- | -------------------- | ---- | ------ | ----- | ------ |
| 1                    | Österrike            | 3    | 6      | 4     | 13     |
| 2                    | Kanada               | 3    | 3      | 3     | 9      |
| 2                    | USA                  | 3    | 3      | 3     | 9      |
| 4                    | Schweiz              | 3    | 2      | 5     | 10     |
| 5                    | Frankrike            | 3    | 0      | 1     | 4      |
| 6                    | Norge                | 2    | 3      | 2     | 7      |
| 7                    | Japan                | 2    | 2      | 2     | 6      |
| 8                    | Sverige              | 2    | 1      | 2     | 5      |
| 9                    | Kina                 | 2    | 1      | 1     | 4      |
| 10                   | Storbritannien       | 2    | 1      | 0     | 3      |
| 11                   | Italien              | 2    | 0      | 2     | 4      |
| 12                   | Polen                | 1    | 0      | 1     | 2      |
| 13                   | Sydkorea             | 1    | 0      | 0     | 1      |
| 13                   | Tjeckien             | 1    | 0      | 0     | 1      |
| 15                   | Australien           | 0    | 4      | 2     | 6      |
| 16                   | Tyskland             | 0    | 2      | 0     | 2      |
| 17                   | Finland              | 0    | 1      | 0     | 1      |
| 17                   | Nya Zeeland          | 0    | 1      | 0     | 1      |
| 19                   | Ukraina              | 0    | 0      | 2     | 2      |
| Totalt (19 nationer) | Totalt (19 nationer) | 30   | 30     | 30    | 90     |